# 竹中重元
竹中 重元（たけなか しげちか / しげもと）は、戦国時代の武将。美濃国の土豪。竹中重氏の子。遠江守。美濃大野郡大御堂城主。なお、1558年までは岩手姓を名乗っていた可能性が高い。

## 経歴
1499年（明応8年）、竹中重氏の子として誕生。子に竹中重治、竹中重矩などがいる。
土岐氏、斎藤氏の家臣として仕えた。1556年（弘治2年）4月、斎藤道三と子の斎藤義龍が戦った長良川の戦いでは、道三方に味方した。そのため戦後、重元留守中の大御堂の屋敷に義龍勢が来襲したが、妻の妙海大姉、子の重治、重矩が奮戦してこれを退けた。
1558年（永禄元年）、子の重治と共に菩提山の岩手弾正忠誠を攻めてこれを破り、新たに菩提山城を築いて居城とした。6千貫を知行した。こののち近隣の不破氏と不仲になり、翌1559年（永禄2年）には不破光治の襲撃を受けたが、家臣竹中善左衛門の活躍によってこれを退けた。
1560年（永禄3年）12月、六角義治の求めに応じて近江に出陣、浅井氏と戦った。なお、1561年（永禄4年）2月にも近江に出陣して戦功を挙げたため、義治より感状を受けた。
1562年（永禄5年）に病死。法名は常善。美濃国岩手村禅憧寺に葬られた。家督は子の重治が継いだ。